# Campionati europei di ciclismo su pista 2018 - Corsa a eliminazione maschile
La gara a eliminazione maschile ai Campionati europei di ciclismo su pista 2019 si è svolta il 7 agosto 2018 presso la Commonwealth Arena and Sir Chris Hoy Velodrome di Glasgow, nel Regno Unito.

## Podio
| Pos.    | Atleta          | Nazionalità   |
| ------- | --------------- | ------------- |
| Oro     | Matthew Walls   | Gran Bretagna |
| Argento | Rui Oliveira    | Portogallo    |
| Bronzo  | Szymon Krawczyk | Polonia       |

## Risultati
| Posizione | Atleta              | Nazione       |
| --------- | ------------------- | ------------- |
| 1         | Matthew Walls       | Gran Bretagna |
| 2         | Rui Oliveira        | Portogallo    |
| 3         | Szymon Krawczyk     | Polonia       |
| 4         | Loïc Perizzolo      | Svizzera      |
| 5         | Volodymyr Dzhus     | Ucraina       |
| 6         | Adrien Garel        | Francia       |
| 7         | Maximilian Beyer    | Germania      |
| 8         | Moreno De Pauw      | Belgio        |
| 9         | Daniel Babor        | Rep. Ceca     |
| 10        | Roy Eefting         | Paesi Bassi   |
| 11        | Marc Potts          | Irlanda       |
| 12        | Zafeiris Volikakis  | Grecia        |
| 13        | Raman Tsishkou      | Bielorussia   |
| 14        | Julio Amores        | Spagna        |
| 15        | Stefan Matzner      | Austria       |
| 16        | Maxim Piskunov      | Russia        |
| 17        | Michele Scartezzini | Italia        |
| 18        | Tomáš Person        | Slovacchia    |
| 19        | Lars Pria           | Romania       |